# Cyprinidae in acquariofilia

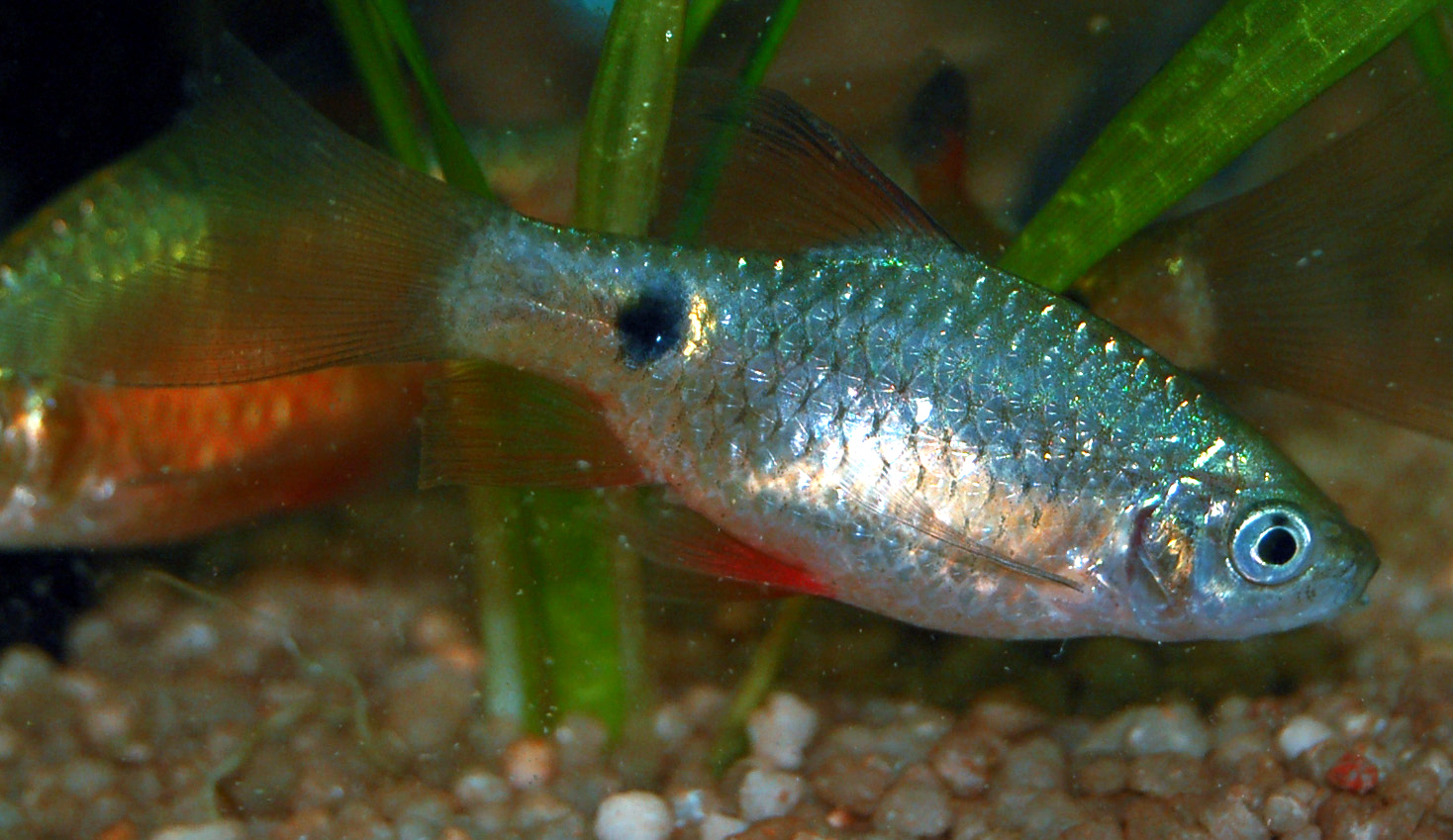
Puntius conchonius

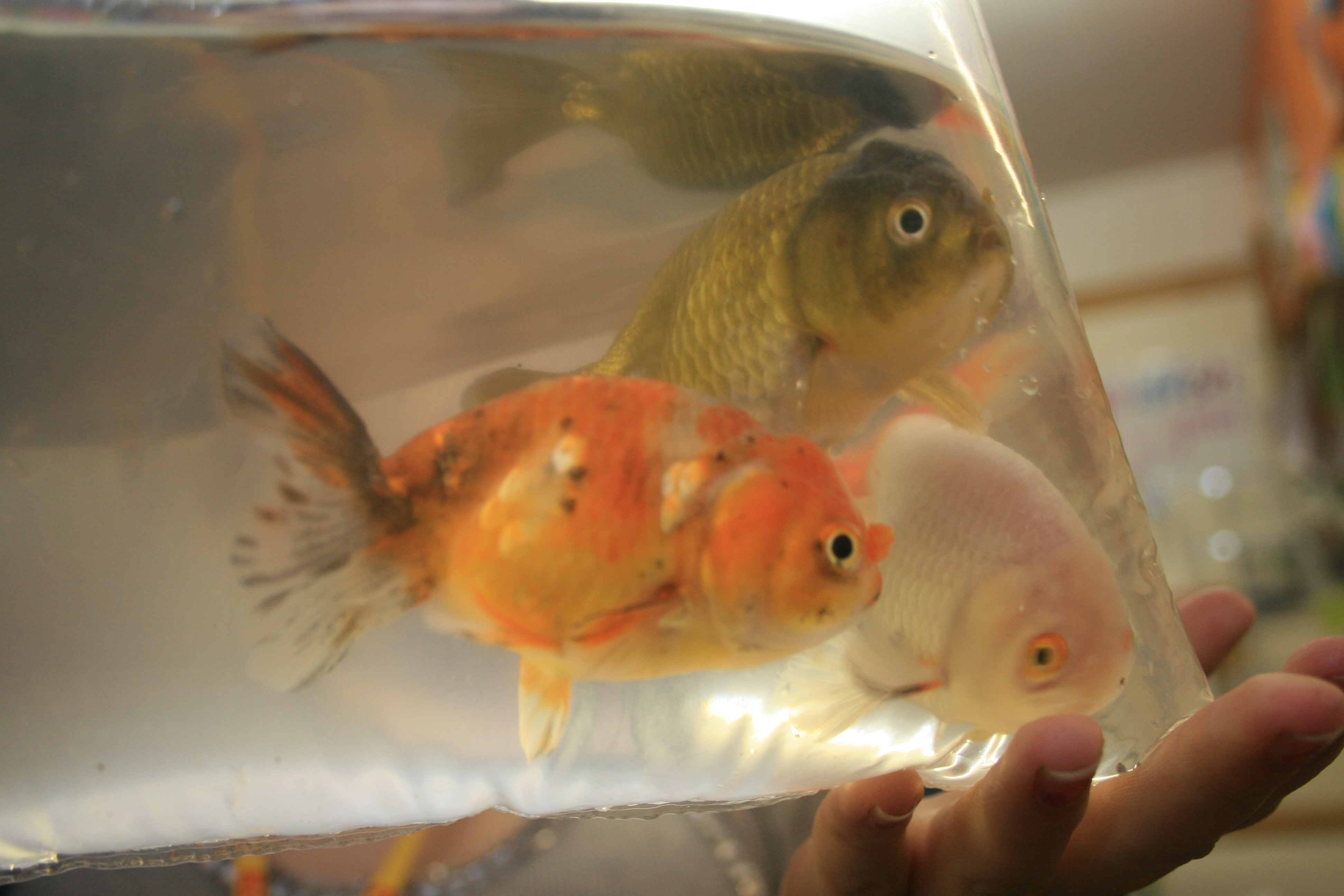
Oranda appena acquistati

I Cyprinidae sono una delle famiglie di pesci ossei più diffuse in acquariofilia, allevate a scopo decorativo sin dagli albori della nascita di questo hobby anche grazie alla notevole diffusione di questa famiglia nelle acque dolci del continente europeo (dove nasce l'acquariofilia moderna) e asiatico (dove da secoli imperatori e nobili spendevano cifre esorbitanti per acquistare ed allevare carpe e carassi dalle forme interessanti). 

## Diffusione e descrizione
La diffusione dei Ciprinidi allevati in acquario ricalca ovviamente quella di tutte le specie della famiglia (Nord America ed Eurasia), con una predilezione per le specie di piccole dimensioni (da pochi cm a 20-30 cm circa) e dalle colorazioni interessanti. Ciprinidi più grossi sono allevati soltanto negli acquari pubblici.

## I gruppi più famosi e conosciuti
Le aumentate conoscenze in ambito biologico e l'abbassarsi dei prezzi delle tecnologie acquariofile hanno reso questo hobby economico e molto diffuso tra le famiglie: ciò ha comportato un grande interesse commerciale per molti Ciprinidi, di facile allevamento e di grande attrattiva. Di seguito è presentata una lista delle specie di ciprinidi più diffuse in acquariofilia, divise per affinità: si è assistito ad alcune variazioni tassonomiche dovute a studi genetici che ha comportato la correzione di generi e lo spostamento di specie.

### I Barbi

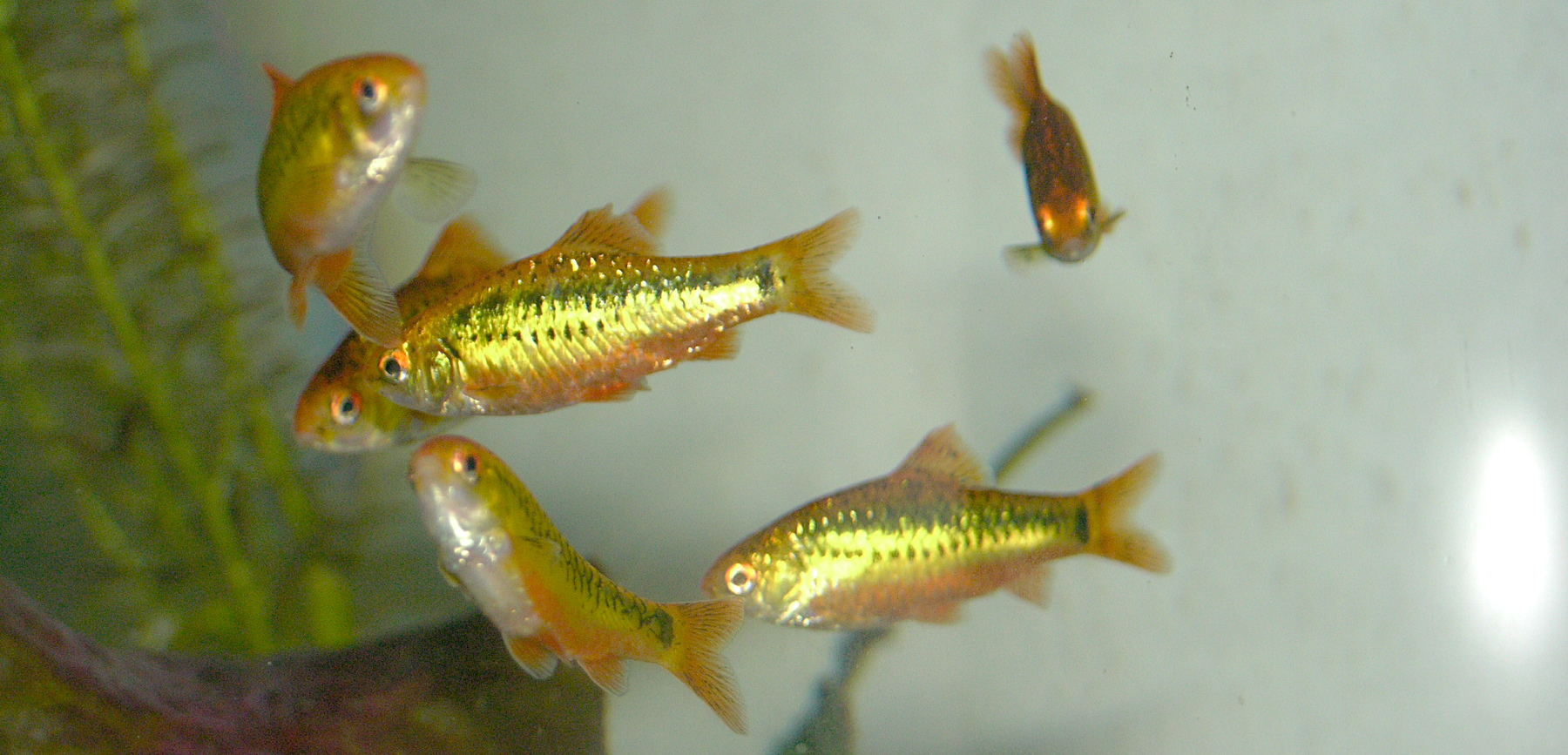
Un gruppo di Puntius semifasciolatus

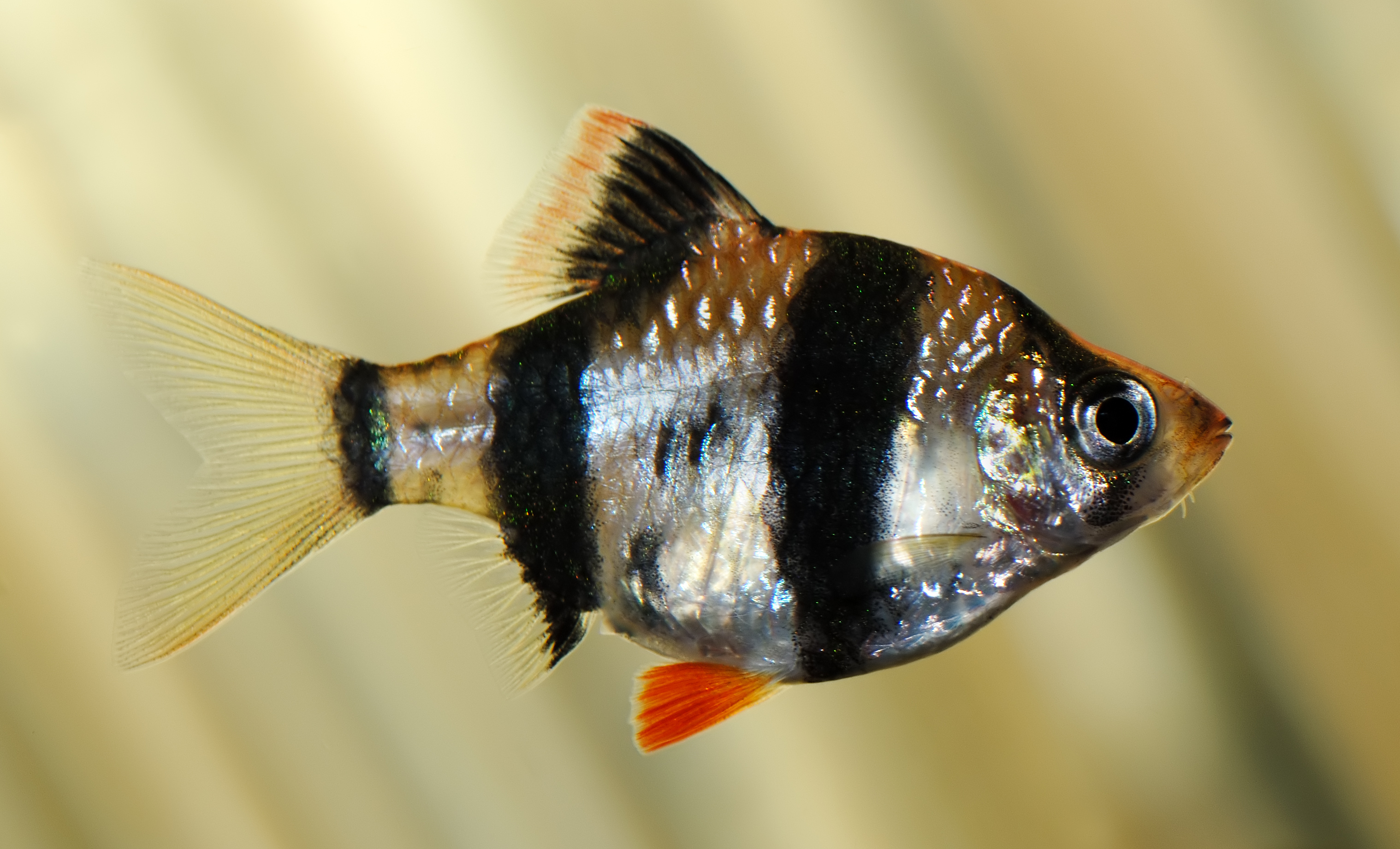
Puntius tetrazona

I Barbi tropicali provengono dall'Africa e dall'Asia. Sono pesci robusti che variano a seconda della specie, da 5 a 30 cm.
La riproduzione avviene dopo un intenso corteggiamento e giochi amorosi.
Il genere Barbus, con cui sono ancora conosciuti dal grande pubblico, ha recentemente avuto una revisione e la maggior parte delle specie allevate in acquario sono state spostate nel genere Puntius. Le specie maggiormente conosciute sono:
- Barbonymus shwaffeneldi
- Puntius aurulius
- Puntius conchonius
- Puntius cumingii
- Puntius everetti
- Puntius gelius
- Puntius lateristriga
- Puntius lineatus
- Puntius nigrofasciatus
- Puntius oligolepis
- Puntius pentazona
- Puntius phutonio
- Puntius shuberti
- Puntius tetrazona
- Puntius ticto
- Puntius titteya

### Le Rasbore

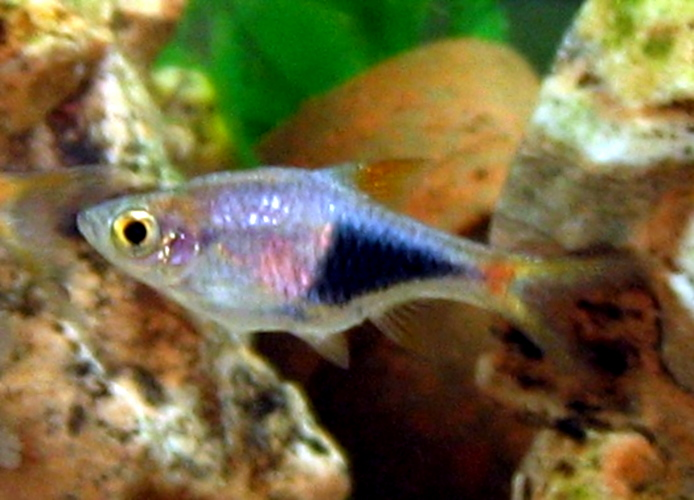
Un esemplare di Trigonostigma heteromorpha, ex Rasbora

Le Rasbore costituiscono un gruppo di Ciprinidi stanziati principalmente in Malaysia e in Thailandia e comunque in tutta l'Asia sudorientale. Sono pesci affusolati, solitamente colorati vivacemente e che vivono in gruppi piuttosto numerosi, con dieta solitamente insettivora (sono infatti pesci di superficie). Le specie del genere sono piuttosto minute, tra i 3 e i 5,5 cm, se si esclude un'unica specie che può raggiungere gli 11 cm (Rasbora trilineata). La riproduzione di questo genere è effettuata in allevamento ma la cattura nei luoghi di origine non è rara. In acquario si riproducono se le condizioni dell'acqua sono per loro ottimali.
Le specie più conosciute sono:
- Rasbora borapetensis
- Rasbora heteromorpha (dal 1999 è stata spostata in un altro genere, ora la sua denominazione è Trigonostigma heteromorpha)
- Rasbora maculata
- Rasbora pauciperforata
- Rasbora trilineata
- Rasbora urophtalma

### I Danio

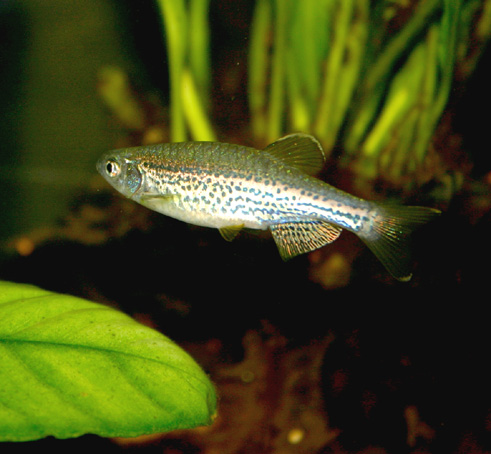
Una femmina di Danio rerio frankey

I Danio sono pesci robusti, affusolati, che vivono in branchi numerosi e piuttosto compatti perennemente in movimento. Come nei Barbi, anche loro hanno un paio di barbigli che spuntano dalla mascella. Una comunanza del genere è la presenza di colore blu nella loro livrea: questi pesci diffusi dall'India alla Cina meridionale presentano tutti linee, screziature, tigrature blu, a volte accompagnate da altri colori quali il giallo e il rosso, a volte da solo.  La riproduzione è comune e semplice anche in acquario fornendo le adeguate condizioni quali una pianta o due e acqua con ph un poco acida; gli avannotti sono molto piccoli e possiedono già la tipica nuotata veloce e a scatti degli adulti. 
Le specie del genere Danio sono:
- Danio albolineatus
- Danio choprae
- Danio dangila
- Danio feegradei
- Danio kerri
- Danio kyathit
- Danio nigrofasciatus
- Danio rerio
- Danio rerio frankey
- Danio roseus
- Danio margaritatus

Da qualche anno i biologi hanno cambiato il nome di alcune specie, precedentemente conosciute come Brachydanio sebbene sia ancora comune e utilizzata la vecchia denominazione

### Gli Epalzeorhynchos

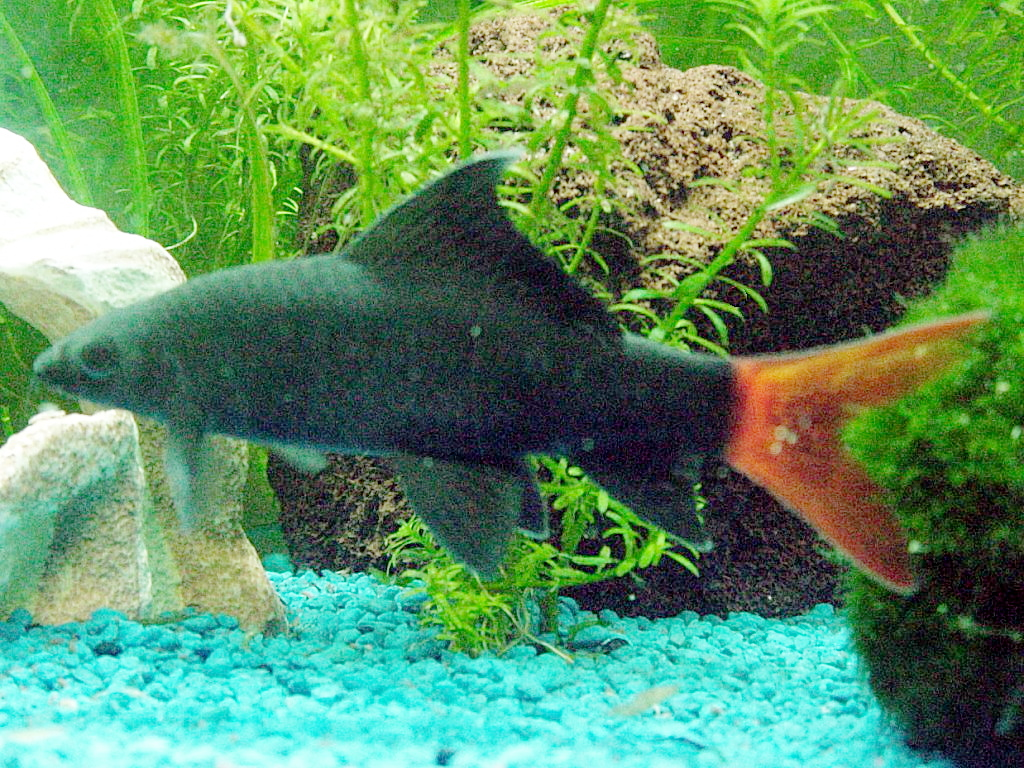
Epalzeorhynchos bicolor

Conosciuti fino a qualche anno fa come Labeo, le specie del genere sono di medie o grandi dimensioni e vivono sul fondo, dove si cibano di detriti ma non disdegnano prede vive. Hanno carattere spiccatamente territoriale. La forma del corpo è allungata, squaliforme e le colorazioni differenti. La specie più conosciuta al pubblico è Epalzeorhynchos bicolor.
Le altre specie sono:
- Epalzeorhynchos bata
- Epalzeorhynchos boga
- Epalzeorhynchos capensis
- Epalzeorhynchos fimbriatus
- Epalzeorhynchos frenatus
- Epalzeorhynchos kalopterus
- Epalzeorhynchos rohita
- Epalzeorhynchos umbratus
- Morullus chysophekadion

### Ciprinidi d'acque fredde
Diffusi in tutti i climi temperati di Asia, Europa ed America del Nord, questi generi sono per lo più snobbati dalla maggior parte degli acquariofili e apprezzati dagli appassionati di acquari d'acque dolci fredde, con poche eccezioni.
Alcuni generi:
- Carassius
- Cyprinus
- Margariscus
- Rodeus
- Rhinichthys
- Rutilus

#### Pesci rossi e carpe koi

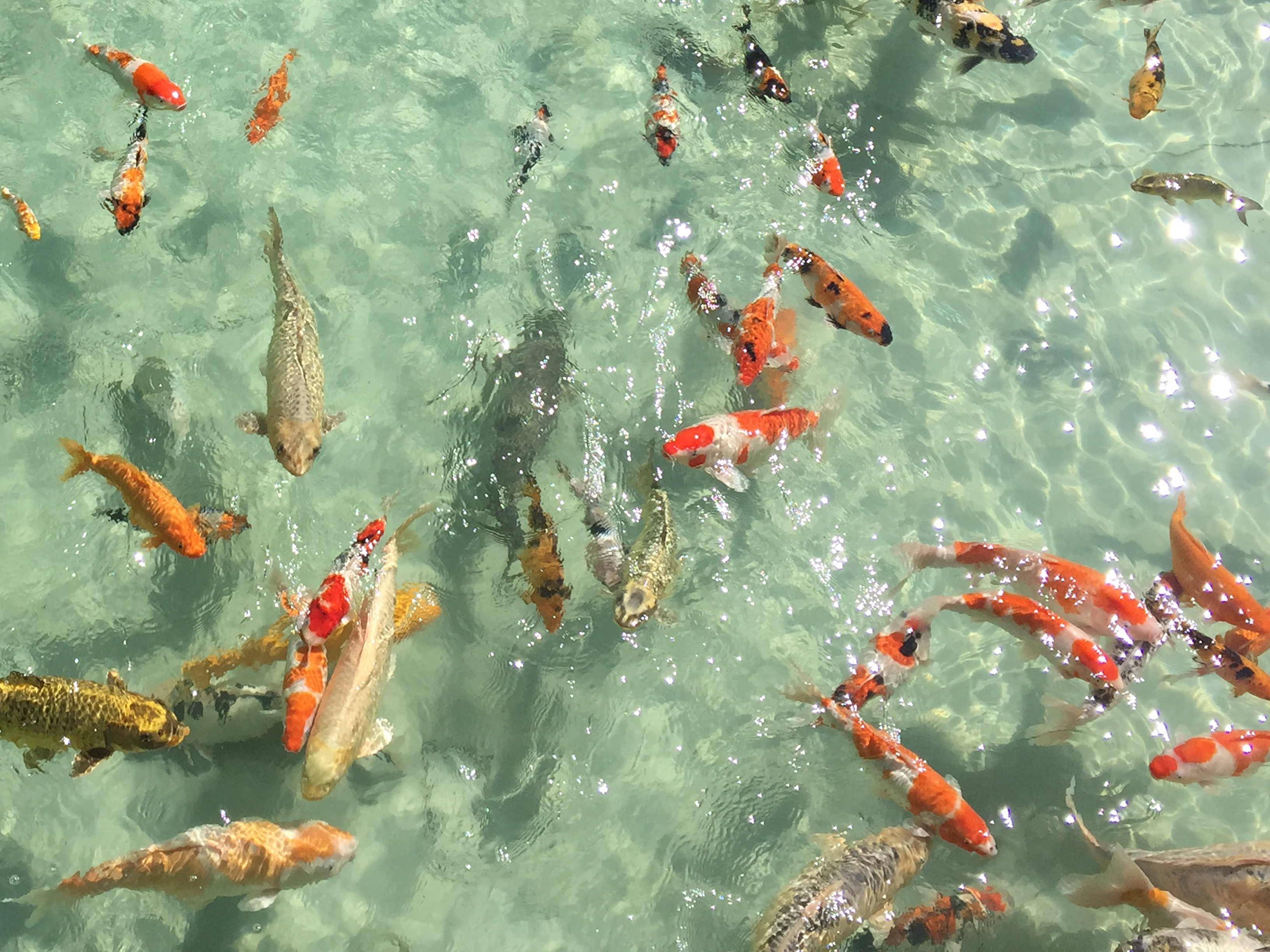
Carpe koi e pesci rossi in un laghetto da giardino

Un discorso a parte meritano due generi di Ciprinidi d'acque fredde che sono tra i pesci più diffusi in acquari e vasche in giardino: i pesci rossi (Carassius auratus) e le carpe koi (Cyprinus carpio). Pesci originari dell'Asia orientale (Cina e Siberia) hanno subìto nel corso dei secoli una forte selezione naturale dapprima nei luoghi d'origine e dalla fine del ventesimo secolo in tutto il mondo. Si sono create così varietà selezionate e giudicate da associazioni internazionali. Così ora i comuni pesci rossi presentano forme di straordinaria bellezza e anche di grande delicatezza: con pinne a velo, doppie o triple code, con o senza pinna dorsale, escrescenze carnose sulla testa e addirittura occhi con bulbi esterni o allungati (questi ultimi oggetto di polemiche da parte degli animalisti).